# 敏達哈·扎伊迪
敏達哈·扎伊迪（阿拉伯语：‎，羅馬化：Muntaẓar az-Zaydī；1979年1月16日—），伊拉克記者，開羅巴格達迪亞電視台的特派員，曾在採訪後兩度被巴格達及美軍拘捕。2008年12月14日，美國總統布殊在伊拉克舉行告別記者會時，扎伊迪向布殊擲鞋，怒斥：「這是伊拉克人民的禮物，這是告別之吻！你這條狗！」此舉旋即引起國際媒體注目，並被中東反美人士視為英雄。

## 簡歷
扎伊迪畢業於巴格達大學傳理系，信奉什葉派，家人在薩達姆時代時曾被捕入獄，2005年起替巴格達迪亞電視台工作。
2007年11月16日，他前往巴格達採訪時被綁架，三天後獲釋，首次引起國際關注，他隨後又兩度被美軍非法拘捕，而美軍只向他作出道歉。
2008年12月14日，布殊突然到訪伊拉克巴格達，於首相宮舉行告別記者會，扎伊迪突然脫鞋擲向布殊，並說「這是告別之吻，狗！」（هذه قبلة الوداع من الشعب العراقي أيها الكلب الغبي），在阿拉伯文化中，擲鞋被視為極冒犯的舉動。布殊當時立即閃避，皮鞋在其頭上飛過，扎伊迪二度向布殊擲出另一隻皮鞋，並大叫：「這是寡婦、孤兒及伊拉克的死難者送的！」該鞋最後擊中了後面的伊美兩國國旗。

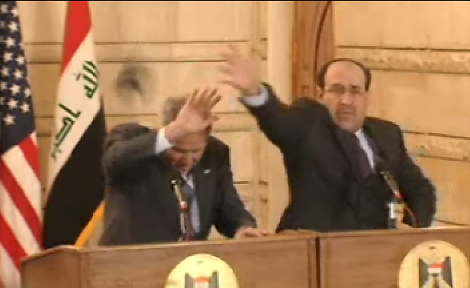
布什在皮鞋飞来时躲闪开来，右傍的马利基伸出手希望挡住皮鞋。

據目擊者稱，扎伊迪被拖出房間後被保安人員嚴重毆打，慘叫聲傳回房間內，場內留下一條血道。

事發後，扎伊迪一名親人指警方扣起扎伊迪的手機，並威脅其家人安全，而其律師指他可能面對兩年監禁。伊拉克政府譴責扎伊迪的行為，要求電視台公開道歉，但扎伊迪的行為得到了不少其他阿拉伯新聞工作者和評論員的認同。翌日，伊拉克多個城市數以千計民眾高舉特大號的鞋子，遊行要求釋放扎伊迪。利比亞組織Wa Attassimou更向其頒授英勇獎。沙地阿拉伯更有商人聲稱願以1000萬美元購買該雙皮鞋，並指該鞋如同「說出全體伊拉克人民心聲的火箭，應陳列於博物館內」。，其所任職的電視台亦要求當局立即釋放扎伊迪，以「符合美國當局推翻前政權時向人民許諾的民主及表達自由，以任何方式對付扎伊迪都會被視為獨裁政權的行為」。
伊拉克法庭以「攻击外国领导人」把扎伊迪判刑三年，不过，经过上诉，他的刑期被减为一年，由于表现良好，刑期又被缩短。2009年9月15日，扎伊迪在巴格达获释出狱，他因为向布什扔鞋而坐了九个月的监狱。
2009年12月1日扎伊迪也被人「以其人之道還治其人之身」，他在法國巴黎出席了一場記者會，同樣被人當場丟鞋「以作回敬」，閃避險些被擊中頭部。事後薩伊迪幽默的回應道：「他偷學了我的技巧。」